# مورباخ
مورباخ (به آلمانی: Morbach) یک شهر در آلمان است که در برنکاستل-ویتلیش واقع شده‌است. مورباخ ۱۱٬۱۲۵ نفر جمعیت دارد.